# 谷山停留場

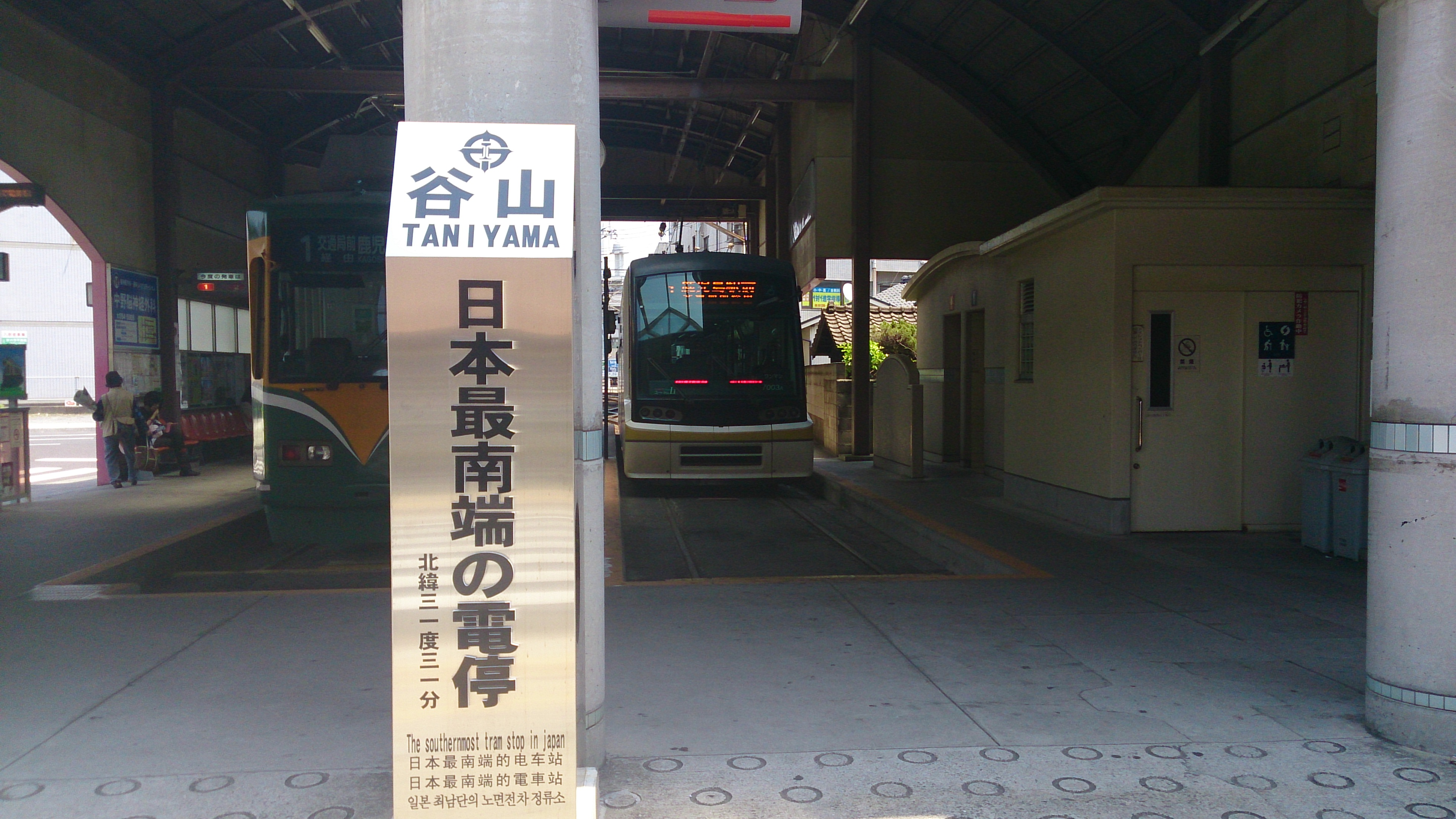
日本最南電車站柱

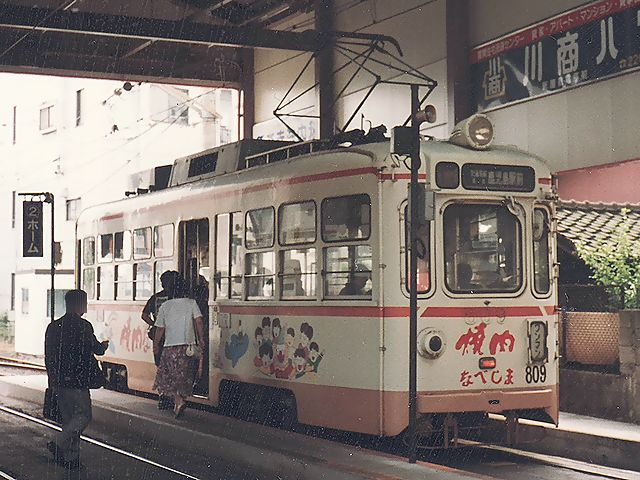
停站中的鹿兒島市交通局800形電車（1997年）

谷山停留場（日语：／ Taniyama teiryūjō */?），又稱谷山電車站，是位於鹿兒島縣鹿兒島市東谷山二丁目，鹿兒島市交通局（鹿兒島市電）谷山線的電車站。車站編號為I25。為谷山線的終點站，同時為1系統的終點站。
此電車站是日本最南電車站。在2012年7月1日，為了慶祝電車啟用100周年，設置了「日本最南端之電停」柱。

## 歷史
- 1912年12月1日 - 鹿兒島電氣軌道設置此站[3]。當時電車站位於國道225號上。
- 1928年7月1日 - 鹿兒島市電氣局接管路線。
- 1933年1月 - 改組成為鹿兒島市交通課車站。
- 1956年5月10日 - 改組成為鹿兒島市交通局車站。
- 1979年 - 遷移電車站靠近現時位置。
- 1996年 - 車站大樓完成。電車站遷移至現時位置。

## 電車站構造
此電車站設有3面2線的港灣式低地台月台。兩月台可讓輪椅和電動輪椅人士上落。電車進站時會視乎哪個月台沒有電車停站而使用該月台，因此所有月台都是往鹿兒島站前方向。
另外，此電車站北邊50米，靠近國道225號處設有下車專用月台。當電車站所有月台均有電車停站，第3架電車會在該月台停靠落客。下車專用月台只連接國道，沒有通道連接前往電車站內。另外，在下車月台靠近脇田一方設有單向渡線。

## 使用狀況
| 1日上下車人次變化 | 1日上下車人次變化 |
| 年度              | 1日平均人次       |
| ----------------- | ----------------- |
| 2010年            | 6,000             |
| 2011年            | 6,135             |
| 2012年            | 6,043             |
| 2013年            | 5,930             |
| 2014年            | 5,852             |
| 2015年            | 5,785             |

## 電車站周邊
教育設施
- 喇沙高等學校（步行5分鐘）
- 鹿兒島情報高等學校（日语：鹿児島情報高等学校）

車站
- 九州旅客鐵道（JR九州）指宿枕崎線 谷山站（步行5分鐘以上）
車站在永田川（日语：永田川 (鹿児島市)）對面，直線距離為500米，移動距離為600米。在2002年度起，鹿兒島市計劃把電車站延長540米至JR谷山站旁邊，並進行了可行性調查。在2006年4月27日，由於縣道擁塞等理由而中止延伸。但是，鹿兒島市、鹿兒島市議會、當地谷山的居民和商店街、周邊的教育機構的要求下，再次檢討延長路線至慈眼寺站周邊，延長路段為高架橋。

商業設施
- AEON Mall鹿兒島（日语：イオンモール鹿児島）
- FamilyMart（日语：南九州ファミリーマート） 小松原二丁目店(設有鹿兒島銀行ATM)
- 7-11 鹿兒島小松原2丁目店

教會
- 谷山天主教教會
- 谷山福音教會

公共設施
- 鹿兒島南警署（日语：鹿児島南警察署）
- 鹿兒島南郵局（日语：鹿児島南郵便局）

## 巴士路線
谷山電停巴士站
- 鹿兒島市營
  - 14號線（谷山線）
  - 33號線（慈眼寺、與次郎線）
- 鹿兒島交通（日语：鹿児島交通）
  - 2系統（動物園線）
  - 5系統（七島線）
  - 6系統（慈眼寺團地線）
  - 7系統（慈眼寺團地線）
  - 11系統（中山線）
  - 21系統（星峯 - 中山 - 谷山線）
  - 29系統（皇德寺 - Skyline - 谷山線）
  - 36系統（星峯 - 中山團地 - 谷山線）
  - 37系統（星峯 - 竹之迫 - 谷山線）
  - 39系統（皇德寺 - 中山團地 - 谷山線）
  - 40系統（櫻丘 - 希望丘 - 谷山線）
  - 知覧線
  - 加世田線
  - 指宿線

## 相鄰電車站
鹿兒島市交通局
鹿兒島市電■1系統
上鹽屋（I24）－谷山（I25）

## 注腳
1. ↑  《南日本新聞》 20面 2012年7月2日付（「日本最南端電停」谷山に標柱）
2. ↑  鹿児島市交通局 谷山電停に「日本最南端電停」の標柱を設置しました！ （页面存档备份，存于）（日語）
3. ↑  《日本鉄道旅行地図帳 12号 九州・沖縄》 p.51 新潮社
4. ↑  国土数値情報(駅別乗降客数データ)  （页面存档备份，存于）（日語） - 國土交通省，2018年12月10日參閲
5. ↑  「鹿児島市新交通バリアフリー基本構想」 （页面存档备份，存于）（日語）

## 外部連結
- 鹿兒島市交通局 （页面存档备份，存于）（日語）